# Sultanat de Borchali
El sultanat de Borchali fou un petit estat de situat al nord-est del llac Sevan a l'antiga regió de l'Artsakh tocant a Geòrgia, al nord-oest del sultanat de Kazak o Gazak. El títol de sultà era un grau mitja entre el més alt de kan i el inferior de beg que portaven els caps militars i governadors locals. Al final del segle xviii depenia del regne de Kakhètia tot i els esforços del kan de Gandja; el 1783, després del tractat entre Rússia i Kartli-Kakhètia, Erekle o Irakli II va donar una llista al tsar de Rússia sobre els dominis existents a Geòrgia i àrees adjacents amb el seu escut i citava com a propis Erevan, Gandja, Atabashi, Kazak (Gazak, avui Qazax), Borchali, Shamshadil, Xirvan i Shakon. L'escut de Borchali era una espasa. La capital era Savanlar. Tenia al nord i oest el regne de Geòrgia, al sud i sud-est el sultanat de Gazak, i al sud, terres de l'Imperi Otomà i del Kanat d'Erevan.
Després de la guerra entre els otomans i perses (1723-1727) la regió de Borchali, igual que la de Gazak, van passar als turcs. Dins de Turquia Borchali no va formar una unitat i els seus diversos districtes formaven part d'almenys dos sandjaks, un dels quals era Gazak. Vers el 1740 el kan de Gandja no donava suport actiu a Nadir Xah i aquest el va castigar cedint la regió de Borchali i la de Gazak incloent les terres dels Shamshadinli al rei de Kartli-Kakhètia. A la mort de Nadir Xah algunes tribus turcmans es van fer independents i es van formar diversos kanats i sultanats entre els quals el de Gazak, Borchali, Shamshadil i la comunitat de Jar-Balakan. Els tres sultanats de Borchali, Gazak i Sham shadil foren incorporats pels russos el 12 de setembre de 1801 per una declaració del tsar, i annexionats com a part de Geòrgia. La detenció dels seus sultans va provocar fortes protestes. El sultanat fou formalment abolit el 1819.
Les deportacions en massa d'armenis entre 1826 i 1830 van provocar l'armenització de Borchali i Gazak. La composició ètnica anterior era a favor dels àzeris i Borchali va formar un "districte tàtar" com altres territoris musulmans. Gazak i Shamshadil també van formar districtes dins la província de Geòrgia. Gazak i Shamshadil es van revoltar contra Rússia el 1844-1845, sense èxit i el 1846 foren incloses en la nova província de Tiflis però el 1867 es va canviar a la provincia d'Elizavetpol. El 1880 Borchali fou creat districte de la mateixa província.